# Semelidae
De dunschalen of Semelidae is een familie tweekleppige schelpsoorten die behoort tot de orde der Cardiida. Hun habitat is in ondiep water, in slik- en modderbodems, maar sommige soorten leven veel dieper. Ze komen op veel plaatsen voor.

## Schelpkenmerken
Uiterst dunschalige tot matig stevige schelpen. Afgerond, ovaal of eivormig. Sommige soorten licht gapend. Slot met of zonder laterale tanden. Ligament deels inwendig, met verzonken resiliumprop. Mantelbocht diep.

## Onderfamilies
- Scrobiculariinae H. et A. Adams, 1856 (Slijkgapers)
- Semelinae Stoliczka, 1870.

Scrobiculariinae komen voornamelijk in Europa voor en hebben vrij grote, platte, afgerond eivormige schelpen. In het slot hebben zij geen laterale tanden.
Semelinae hebben vaak kleppen met een iets opzijgebogen achterdeel en hebben in het slot laterale tanden.

## Geslachten
- Abra Lamarck, 1818
- Argyrodonax Dall, 1911
- Cumingia G. B. Sowerby I, 1833
- Ervilia Turton, 1822
- Iacra H. Adams & A. Adams, 1856
- Leptomya A. Adams, 1864
- Leptomyaria Habe, 1960
- Lonoa Dall, Bartsch & Rehder, 1938
- Montrouzieria Souverbie in Souverbie & Montrouzier, 1863
- Rochefortina Dall, 1924
- Scrobicularia Schumacher, 1815
- Semele Schumacher, 1817
- Semelina Dall, 1900
- Souleyetia Récluz, 1869
- Theora H. Adams & A. Adams, 1856
- Thyellisca H. E. Vokes, 1956

### Soorten
Aan de Europese kusten komen onder andere de volgende soorten voor:
- Abra alba (W. Wood, 1802) - Witte dunschaal
- Abra nitida (O.F. Müller, 1776) - Glanzende dunschaal
- Abra prismatica (Montagu, 1808) - Prismatische dunschaal
- Abra tenuis (Montagu, 1803) - Tere dunschaal
- Scrobicularia plana (da Costa, 1778) - Platte slijkgaper
- Theora lubrica Gould, 1861 - Vensterglasschelp

## Afbeeldingen

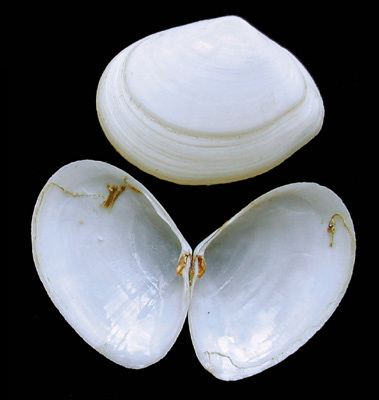
Abra alba
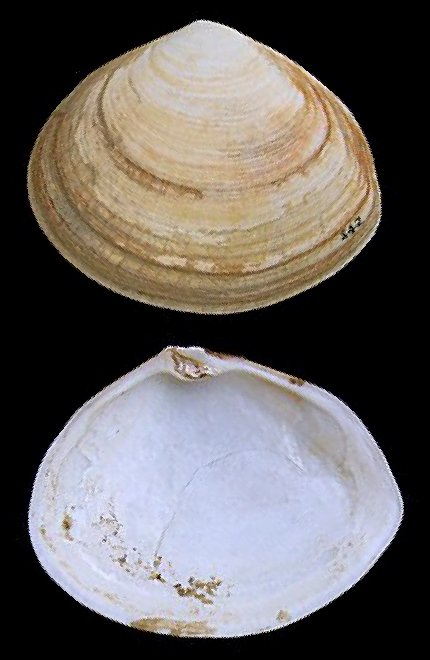
Scrobicularia plana